# Barbarophryne brongersmai
Barbarophryne brongersmai — вид жаб родини ропухових (Bufonidae). Отруйна амфібія.

## Таксономія
Вид описаний у 1972 році як Pseudepidalea brongersmai. Вид названо на честь німецького зоолога Лео Бронгерсми. У 2013 році вид виділений у монотиповий рід Barbarophryne.

## Поширення
Вид поширений у Марокко, Алжирі та Західній Сахарі. Трапляється у напівпустелі з нечисленною рослинністю (арганія, молочай) на висоті до 1600 м.

## Опис
Тіло завдовжки 41-51 мм.